# Lawe Sempilang
Lawe Sempilang is een bestuurslaag in het regentschap Aceh Tenggara van de provincie Atjeh, Indonesië. Lawe Sempilang telt 344 inwoners (volkstelling 2010).